# Frangiskos Mawromatis
Frangiskos D. Mawromatis (gr. Φραγκίσκος Δ. Μαυρομμάτης; ur. 13 stycznia 1870 w Chios, zm. ?) – grecki strzelec, dwukrotny olimpijczyk i uczestnik Olimpiady Letniej 1906.
Wziął udział w 9 konkurencjach podczas Olimpiady Letniej 1906, 4 konkurencjach na igrzyskach w Londynie (1908) i 11 konkurencjach podczas igrzysk w Sztokholmie (1912). W 24 startach ani razu nie znalazł się w czołowej trójce zawodów. Podczas Olimpiady Letniej 1906 najwyższe miejsce zajął w drużynowym strzelaniu z karabinu dowolnego w trzech postawach z 300 m (4. pozycja), zaś indywidualnie najlepszy wynik osiągnął w pistolecie pojedynkowym z 20 m (6. miejsce). Na igrzyskach olimpijskich również osiągnął 4. miejsce, tym razem w 1912 roku w drużynowych zawodach karabinu małokalibrowego ze znikającą tarczą z 25 m. Podczas tych samych zawodów zajął także najwyższe miejsce w indywidualnych zmaganiach – był 17. w karabinie wojskowym w trzech postawach z 300 m.

## Wyniki

### Igrzyska olimpijskie (z Olimpiadą Letnią 1906)
| Zawody         | Konkurencja                                                  | Wynik                                               | Miejsce | Źródło |
| -------------- | ------------------------------------------------------------ | --------------------------------------------------- | ------- | ------ |
| Ateny 1906     | Karabin dowolny, trzy postawy, 300 m, drużynowo              | 2986 pkt. (druż.) 653 pkt. ind. (252–236–165)       | 4       | [ 1 ]  |
| Ateny 1906     | Karabin dowolny, dowolna postawa, 300 m                      | 162 pkt.                                            | 27      | [ 5 ]  |
| Ateny 1906     | Karabin wojskowy, klęcząc lub stojąc, 300 m                  | 193 pkt.                                            | 17      | [ 6 ]  |
| Ateny 1906     | Karabin wojskowy, klęcząc lub stojąc, 200 m (Gras 1873-1874) | 163 pkt.                                            | 9       | [ 7 ]  |
| Ateny 1906     | Pistolet dowolny, 25 m                                       | 224 pkt.                                            | 14      | [ 8 ]  |
| Ateny 1906     | Pistolet dowolny, 50 m                                       | 195 pkt.                                            | 12      | [ 9 ]  |
| Ateny 1906     | Pistolet pojedynkowy, 20 m                                   | 214 pkt.                                            | 6       | [ 2 ]  |
| Ateny 1906     | Rewolwer wojskowy, 20 m                                      | 205 pkt.                                            | 23      | [ 10 ] |
| Ateny 1906     | Rewolwer wojskowy, 20 m (Gras 1873–1874)                     | 191 pkt.                                            | 14      | [ 11 ] |
| Londyn 1908    | Karabin dowolny, trzy postawy, 300 m, drużynowo              | 3789 pkt. (druż.) 538 pkt. ind. (245–188–105)       | 9       | [ 12 ] |
| Londyn 1908    | Karabin wojskowy, drużynowo                                  | 1999 pkt. (druż.) 349 pkt. ind. (66–63–62–60–60–38) | 7       | [ 13 ] |
| Londyn 1908    | Pistolet dowolny, 50 jardów                                  | 419 pkt.                                            | 25      | [ 14 ] |
| Londyn 1908    | Pistolet dowolny, 50 jardów, drużynowo                       | 1576 pkt. (druż.) 419 pkt. (ind.)                   | 7       | [ 15 ] |
| Sztokholm 1912 | Karabin małokalibrowy, dowolna postawa, 50 m                 | 172 pkt.                                            | 34      | [ 16 ] |
| Sztokholm 1912 | Karabin małokalibrowy leżąc, 50 m, drużynowo                 | 708 pkt. (druż.) 174 pkt. (ind.)                    | 6       | [ 17 ] |
| Sztokholm 1912 | Karabin małokalibrowy, znikająca tarcza, 25 m                | 204 pkt.                                            | 18      | [ 18 ] |
| Sztokholm 1912 | Karabin małokalibrowy, znikająca tarcza, 25 m, drużynowo     | 716 pkt. (druż.) 185 pkt. (ind.)                    | 4       | [ 3 ]  |
| Sztokholm 1912 | Karabin wojskowy, trzy postawy, 300 m                        | 87 pkt. (37–50)                                     | 17      | [ 4 ]  |
| Sztokholm 1912 | Karabin wojskowy, dowolna postawa, 600 m                     | 82 pkt.                                             | 22      | [ 19 ] |
| Sztokholm 1912 | Karabin wojskowy, drużynowo                                  | 1445 pkt. (druż.) 261 pkt. ind. (71–67–62–61)       | 7       | [ 20 ] |
| Sztokholm 1912 | Pistolet dowolny, 50 m                                       | 425 pkt.                                            | 26      | [ 21 ] |
| Sztokholm 1912 | Pistolet dowolny, 50 m, drużynowo                            | 1731 pkt. (druż.) 454 pkt. (ind.)                   | 5       | [ 22 ] |
| Sztokholm 1912 | Pistolet pojedynkowy, 30 m                                   | 256 pkt.                                            | 29      | [ 23 ] |
| Sztokholm 1912 | Pistolet pojedynkowy, 30 m, drużynowo                        | 1057 pkt. (druż.) 273 pkt. (ind.)                   | 5       | [ 24 ] |